# Николо Амати
Николо Амати (на италиански: Nicola Amati) е италиански лютиер от Кремона.

## Биография
Николо Амати е петият син на Джироламо Амати (1561 – 1630) и внук на Андреа Амати (ок. 1505/1510 – 1577), основател на династията Амати, производители на цигулки.
От всички цигулки на фамилията Амати, тези на Николо са смятани за най-добре адаптирани към съвременното свирене. Като малък Николо Амати изучава занаята с баща си. От 1630 г. в произведенията му започват да личат негови оригинални елементи, които вземат връх от 1640 г. нататък, с неговия модел Гранд Амати. Инструментите му са връх на елегантността на цигулките. Характеризират се с изчистени математически форми и са покрити с прозрачен лак с кехлибарен оттенък. 
Амати допринася значително за напредъка на лютиерското изкуство чрез преподавателските си методи. В първите години Амати е нямал синове, на които да предаде семейния занаят, и е първият от династията, който взима чираци, които не са от фамилията.
Андреа Гуарнери, който е основоположник на династията на производители на цигулки Гуарнери, е ученик на Николо. На един от етикетите на цигулка на Антонио Страдивари, датиран от 1666 г., четем „Alumnus Nicolais Amati“ − „ученик на Николо Амати“, но има спор за това дали Страдирави наистина е бил ученик на Амати или се е смятал за негов последовател и продължител на делото. Исторически документи сочат Матиас Клоц, Якоб Райлих, Бартоломео Паста, Бартоломео Кристофори, Джакомо Дженаро и Джовани Батиста Роджери за ученици на Николо. Синът му, Йеронимус Втори (наричат Джироламо) е последният от династията, който прави значителни приноси в лютиерството.